# Ramkola
Ramkola é uma cidade e uma nagar panchayat no distrito de Kushinagar, no estado indiano de Uttar Pradesh.

## Geografia
Ramkola está localizada a 26° 54′ N, 83° 50′ L. Tem uma altitude média de 75 metros (246 pés).

## Demografia
Segundo o censo de 2001, Ramkola tinha uma população de 13,333 habitantes. Os indivíduos do sexo masculino constituem 53% da população e os do sexo feminino 47%. Ramkola tem uma taxa de literacia de 57%, inferior à média nacional de 59.5%: a literacia no sexo masculino é de 69% e no sexo feminino é de 45%. Em Ramkola, 15% da população está abaixo dos 6 anos de idade.